# أدي هوتر
أدولف "أدي" هوتر (مواليد 11 فبراير 1970) هو مدرب كرة قدم محترف نمساوي ولاعب سابق وهو المدرب الحالي لنادي موناكو في الدوري الفرنسي.
كلاعب، وصل هوتر إلى نهائي كأس الاتحاد الأوروبي 1993–94، وفاز بالدوري النمساوي ثلاث مرات مع أوستريا سالزبورغ وحقق كأس النمسا مع غراتزر أي كاي.
كمدرب، فاز بالثنائية المحلية مع ريد بل زالتسبورغ النمساوي، بالإضافة إلى دوري السوبر السويسري مع يانغ بويز. تولى بعدها تدريب آينتراخت فرانكفورت من 2018 إلى 2021، وبوروسيا مونشنغلادباخ موسم 2021–22.
في يوليو 2023، عُين مدربًا لموناكو.

## مسيرته الكروية
لعب هوتر لصالح رايندورف آلتاخ في شبابه قبل الانتقال إلى نادي غراتزر أي كاي ولاسك. في عام 1993، انضم إلى نادي أوستريا زالتسبورغ. مع النادي، فاز بالدوري النمساوي في مواسم 1993–94 و1994–95 و1996–97، وفاز بكأس السوبر النمساوي ثلاث مرات. كما وصل إلى نهائي كأس الاتحاد الأوروبي 1993–94، حيث خسر سالزبورغ 0–2 في مجموع المباراتين أمام إنتر ميلان.
في عام 2000، انضم هوتر إلى نادي غراتزر أي كاي مرة أخرى، حيث فاز بكأس النمسا 2001–02. بعد عامين، انتقل إلى فريق كابفنبرجر إس في في الدرجة الثانية. في عام 2005، التحق هوتر بالفريق الثاني لنادي ريد بل زالتسبورغ في الدرجة الثالثة. هناك، كان لاعبًا قياديًا وفاز ببطولة الدوري الإقليمي الغربي 2006–07 مع الفريق، مما يعني أيضًا الصعود إلى الدرجة الثانية. قرر هوتر إنهاء مسيرته كلاعب في أغسطس 2007 بسبب إصابة مستمرة في وتر العرقوب، وأصبح مساعدًا لمدرب فريق ريد بل زالتسبورغ جونيورز.

## مسيرته الدولية
خاض هوتر مع المنتخب النمساوي لكرة القدم 14 مباراة وسجل خلالها 3 أهداف.

### الإحصائيات
| المنتخب | السنة   | المشاركات | الأهداف |
| ------- | ------- | --------- | ------- |
| النمسا  | 1994    | 7         | 1       |
| النمسا  | 1995    | 3         | 2       |
| النمسا  | 1996    | 2         | 0       |
| النمسا  | 1997    | 2         | 0       |
| المجموع | المجموع | 14        | 3       |

في جميع النتائج أدناه، تظهر نتائج ومباريات منتخب النمسا أولاً.
| رقم | التاريخ       | الملعب                         | الخصم      | الهدف | النتيجة | المنافسة                     |
| --- | ------------- | ------------------------------ | ---------- | ----- | ------- | ---------------------------- |
| 1   | 20 أبريل 1994 | ملعب إرنست هابل، فيينا، النمسا | إسكتلندا   | 1–0   | 1–2     | مباراة ودية                  |
| 2   | 26 أبريل 1995 | ملعب لينر، زالتسبورغ، النمسا   | ليختنشتاين | 6–0   | 7–0     | تصفيات بطولة أمم أوروبا 1996 |
| 3   | 26 أبريل 1995 | ملعب لينر، زالتسبورغ، النمسا   | ليختنشتاين | 7–0   | 7–0     | تصفيات بطولة أمم أوروبا 1996 |

## مسيرته التدريبية

### مع زالتسبورغ جونيورز، وآلتاخ، وغروديغ، وزالتسبورغ
بعد إنهاء مسيرته كلاعب في عام 2007، أصبح هوتر مساعدًا لمدرب فريق ريد بل زالتسبورغ جونيورز. تم تعيينه كمدرب رئيسي لفريق ريد بل جونيورز لموسم 2008-2009، والذي أنهى الموسم بسجل 13 فوزًا وسبعة تعادلات و15 خسارة.

في يوليو 2009، أصبح مدربًا لفريق رايندورف آلتاخ، الذي هبط إلى الدرجة الثانية، بهدف قيادته مرة أخرى إلى الدوري النمساوي. في موسم 2009–10، خسر آلتاخ أمام إف سي باشينج في الدور الأول من كأس النمسا واحتل المركز الثالث في الدوري. في موسم 2010–11، وصل آلتاخ إلى دور الستة عشر من كأس النمسا واحتل المركز الثاني في الدوري. بعد أن فشل في الصعود بصعوبة لموسمين متتاليين، احتل آلتاخ المركز الثاني في الدوري في نهاية مارس 2012، قبل ثماني مباريات من نهاية موسم 2011–12. بعد الخسارة 0–2 أمام فيرست فيينا في 3 أبريل 2012، أقالت الإدارة هوتر، حيث كان النادي يرى أن التغيير في القيادة ضروري لتأمين الصعود. ومع ذلك، لم يحقق آلتاخ الصعود تحت قيادة خليفة هوتر إيدي ستور، وأنهى الموسم مرة أخرى في المركز الثاني.

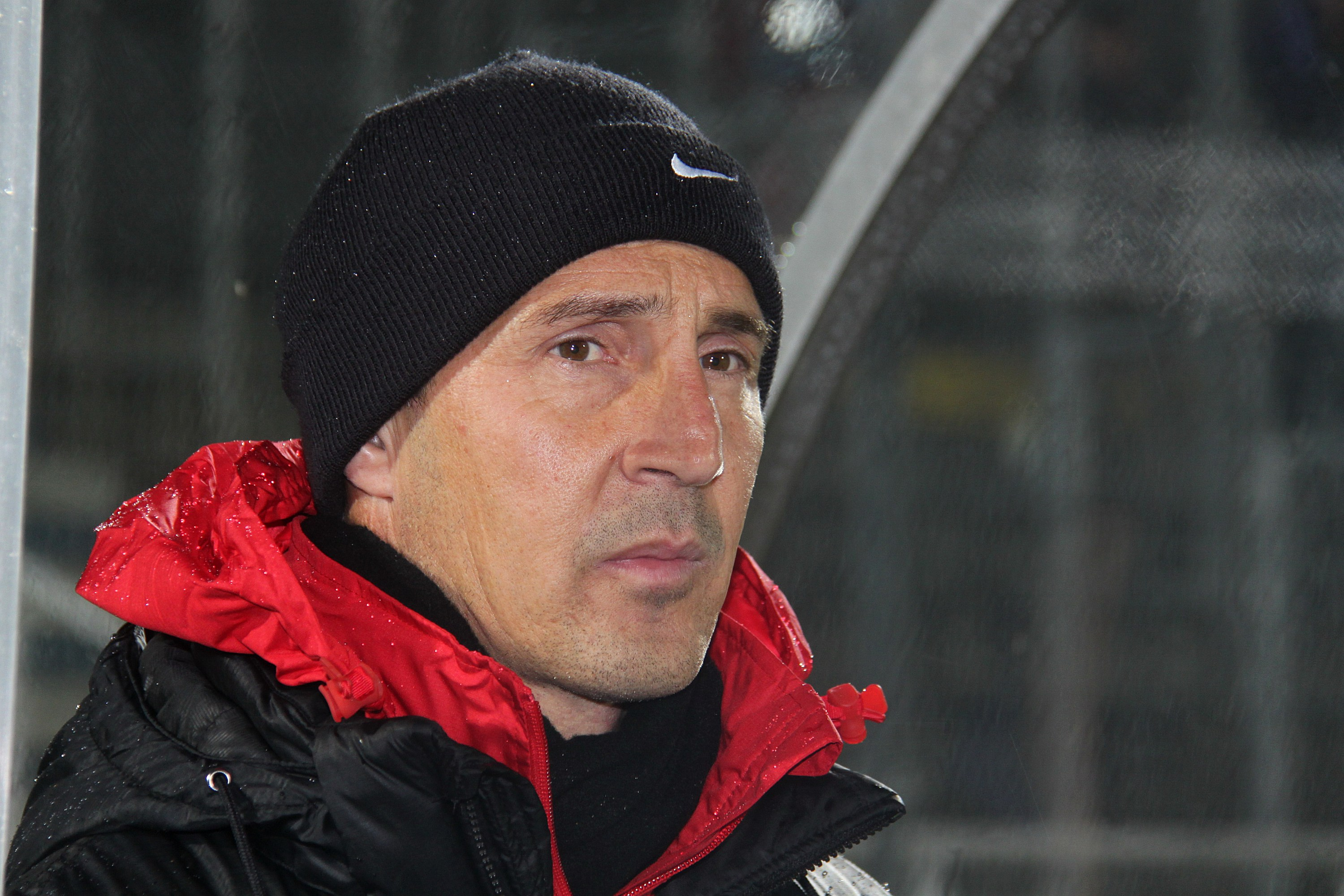
هوتر كمدرب لفريق غروديغ، نوفمبر 2013

في أبريل 2012، أعلن منافس آلتاخ في الدوري نادي غروديغ، عن هوتر كمدرب للفريق بدءًا من 1 يونيو 2012، ليحل محل هيمو فيفنبرغر. وقع هوتر عقدًا لمدة عامين. في موسم 2012–13، فاز بدوري الدرجة الثانية مع غروديغ، وضمن الصعود إلى الدرجة الأولى. في موسم 2013–14، والذي كان أول موسم لهوتر كمدرب في الدوري النمساوي الممتاز، قاد غروديغ إلى المركز الثالث في الدوري بعد التعادل 3–3 في الجولة الأخيرة ضد واكر إنسبروك، مما ضمن له التأهل إلى الدوري الأوروبي 2014–15. عرض عليه غروديغ عقدًا جديدًا في نهاية الموسم، لكن هوتر رفضه وترك النادي في صيف 2014.

أصبح هوتر المدرب الأول لحامل لقب الدوري النمساوي، ريد بل زالتسبورغ في موسم 2014–15. خلفًا لروغر شميت، الذي وقَّع مع باير ليفركوزن. في موسمه الوحيد مع زالتسبورغ، فاز بالثنائية المحلية المكونة من لقب الدوري وكأس النمسا. على الرغم من هذه النجاحات، فسخ هوتر وزالتسبورغ عقدهما بالتراضي في يونيو 2015.

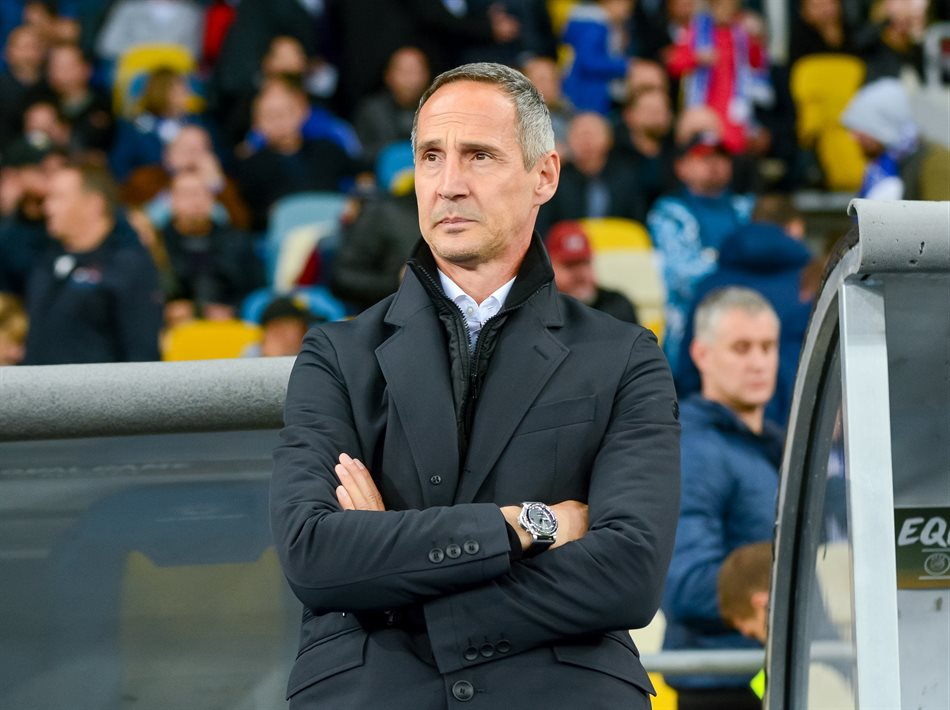
هوتر مدربًا لفريق يانغ بويز في 2017

### يانغ بويز
في سبتمبر 2015، تولى هوتر منصب المدرب لفريق يانغ بويز في دوري السوبر السويسري. في أول موسمين له، أنهى الفريق الدوري في المركز الثاني. في موسم 2017–18، قاد الفريق إلى لقبه الأول في الدوري منذ عام 1986، كاسرًا سلسلة تتويجات نادي بازل، الذي فاز سابقًا بثمانية ألقاب متتالية في الدوري. وصل هوتر أيضًا إلى نهائي كأس سويسرا 2017–18 مع يانغ بويز، والذي خسره 1–2 أمام نادي زيورخ.

### آينتراخت فرانكفورت
في 16 مايو 2018، عُين هوتر ليكون مدربًا جديدًا لنادي آينتراخت فرانكفورت لموسم 2018–19، خلفًا لنيكو كوفاتش. وقع عقدًا لمدة ثلاث سنوات حتى يونيو 2021. كانت أول مباراة رسمية له في كأس السوبر الألماني 2018 يوم 12 أغسطس 2018، والتي خسرها بنتيجة 0–5 أمام بايرن ميونخ. في 18 أغسطس 2018، خرج آينتراخت فرانكفورت من الدور الأول لكأس ألمانيا على يد فريق إس إس في أولم من الدرجة الرابعة. كانت بداية موسم الدوري سيئة أيضًا، حيث حصل على أربع نقاط فقط في خمس جولات، لكن هوتر تمكن من تحسين الوضع، حيث لم يخسر آينتراخت في المباريات الإحدى عشرة التالية، إذ فاز في عشر منها، في الدوري الألماني والدوري الأوروبي. في المسابقة القارية، فاز فرانكفورت بجميع المباريات الست في مرحلة المجموعات، كما أنه انتصر على شاختار دونيتسك، وإنتر ميلان، وبنفيكا في مرحلة خروج المغلوب. استمرت مسيرتهم حتى الدور نصف النهائي، حيث تعادلوا في الذهاب وال‘ياب وخسروا بركلات الترجيح أمام تشيلسي. في نهاية الموسم، صوَّت قراء صحيفة بيلد الألمانية لهوتر كأفضل مدرب في العام بينما تم التصويت لآينتراخت فرانكفورت كفريق العام. كما صوت اتحاد لاعبي كرة القدم المحترفين لهوتر كأفضل مدرب في العام.
في موسم الدوري الألماني 2019-20، احتل فرانكفورت المركز التاسع في الدوري. كما وصلوا إلى الدور نصف النهائي من كأس ألمانيا. في الدوري الأوروبي، احتلوا المركز الثاني في مجموعتهم، مع تحقيق انتصارات مهمة بما في ذلك الفوز 2–1 خارج أرضهم على أرسنال. ومع ذلك، انتهت رحلتهم في دور الستة عشر بهزيمة أمام بازل.
قبل موسم 2020–21، مدد فرانكفورت عقود هوتر وطاقمه المساعد لمدة عامين آخرين حتى يونيو 2023. رغم احتلاله في البداية مركزًا مؤهلا لدوري أبطال أوروبا، إلا أن الفريق أنهى الدوري في المركز الخامس وتأهل إلى الدوري الأوروبي مرة أخرى.

### بوروسيا مونشنغلادباخ
في 13 أبريل 2021، أعلن هوتر أنه سيغادر فرانكفورت بتفعيل بند الشرط الجزائي للانضمام لبوروسيا مونشنغلادباخ لخوض موسم 2021–22. احتل مونشنغلادباخ المركز الرابع عشر بعد النصف الأول من الموسم، بفارق ثلاث نقاط فقط عن منطقة الهبوط. استقرت النتائج في عام 2022، حيث وصل مونشنغلادباخ إلى المركز السابع في النصف الثاني من الموسم. بشكل عام، أنهى النادي في المركز العاشر، بفارق مركزين أقل من الموسم السابق تحت قيادة ماركو روزه. في 14 مايو 2022، أعلن هوتر أنه سيغادر مونشنغلادباخ بعد انتهاء الموسم، بفسخ العقد بالتراضي مع إدارة النادي. خلفه بعد ذلك دانييل فاركي.
كان أبرز ما حققه هوتر في موسمه الوحيد هو قيادة مونشنغلادباخ للفوز بنتيجة 5-0 على أرضه أمام بايرن ميونيخ في 27 أكتوبر 2021، برسم الدور الثاني من كأس ألمانيا. كان بايرن قبل المباراة، قد سجل في كل مبارياته الخمسة وثمانين السابقة، وتعرض لأكبر هزيمة له منذ عام 1978.

### موناكو
في 4 يوليو 2023، وقع هوتر عقدًا لمدة عامين مع فريق موناكو في الدوري الفرنسي، والذي لم يتأهل إلى مسابقة أوروبية في الموسم السابق، خلفًا لفيليب كليمنت. فاز في ظهوره الأول بنتيجة 4–2 على كليرمونت في 13 أغسطس. قاد النادي إلى المركز الثاني في موسم 2023–24، والتأهل إلى مرحلة المجموعات في دوري أبطال أوروبا لأول مرة منذ 2018–19. في 5 أكتوبر 2024، بعد الفوز 2–1 على رين، صعد موناكو هوتر إلى الصدارة متقدمًا على باريس سان جيرمان لأول مرة.

## حياته الشخصية
هوتر متزوج ولديه ابنة واحدة. أقنعت جدة هوتر والديه بتسمية ابنهما أدولف، تخليداً لذكرى عمه الذي توفي عن عمر يناهز 27 عامًا في انهيار صخري. ومع ذلك، يُنادى دائمًا بلقبه "آدي".

## إحصائيات التدريب
آخر تحديث بعد المباراة التي لُعبت يوم 22 ديسمبر 2024.
| الفريق                   | من            | إلى           | السجل | السجل | السجل | السجل | السجل  | م             |
| الفريق                   | من            | إلى           | ل     | ف     | ت     | خ     | فوز %  | م             |
| ------------------------ | ------------- | ------------- | ----- | ----- | ----- | ----- | ------ | ------------- |
| ريد بل زالتسبورغ جونيورز | 30 مايو 2008  | 30 يونيو 2009 | 35    | 13    | 7     | 15    | 037٫14 | [ 5 ]         |
| رايندورف آلتاخ           | 1 يوليو 2009  | 6 أبريل 2012  | 102   | 58    | 21    | 23    | 056٫86 | [ 43 ] [ 44 ] |
| غروديغ                   | 1 يونيو 2012  | 31 مايو 2014  | 75    | 39    | 16    | 20    | 052٫00 | [ 45 ]        |
| ريد بل زالتسبورغ         | 1 يونيو 2014  | 15 يونيو 2015 | 54    | 35    | 8     | 11    | 064٫81 | [ 46 ]        |
| يانغ بويز                | 3 سبتمبر 2015 | 30 يونيو 2018 | 133   | 78    | 27    | 28    | 058٫65 |               |
| آينتراخت فرانكفورت       | 1 يوليو 2018  | 30 يونيو 2021 | 141   | 67    | 32    | 42    | 047٫52 | [ 47 ]        |
| بوروسيا مونشنغلادباخ     | 1 يوليو 2021  | 16 مايو 2022  | 37    | 14    | 9     | 14    | 037٫84 |               |
| موناكو                   | 4 يوليو 2023  | الحاضر        | 60    | 34    | 13    | 13    | 056٫67 |               |
| المجموع                  | المجموع       | المجموع       | 636   | 337   | 133   | 166   | 052٫99 | —             |

## الإنجازات والجوائز

### كلاعب
أوستريا سالزبورغ
- الدوري النمساوي: 1993–94، 1994–95، 1996–97
- وصيف كأس النمسا: 1999–2000
- كأس السوبر النمساوي: 1994، 1995، 1997

غراتزر أي كاي
- كأس النمسا: 2001–02
- الدوري النمساوي الدرجة الثانية: 1992–93

### كمدرب
غروديغ
- الدوري النمساوي الدرجة الثانية: 2012–13

ريد بل زالتسبورغ
- الدوري النمساوي: 2014–15
- كأس النمسا: 2014–15

يانغ بويز
- دوري السوبر السويسري: 2017–18
- وصيف كأس سويسرا: 2017–18

آينتراخت فرانكفورت
- وصيف كأس السوبر الألماني: 2018

الفردية
- أفضل مدرب في العام من اتحاد لاعبي كرة القدم المحترفين: 2018–19، 2020–21[48]

## وصلات خارجية
- أدي هوتر على فرق كرة القدم الوطنية.كوم
- أدي هوتر في موقع كرة القدم العالمية.نت